# أوتو سكورزيني

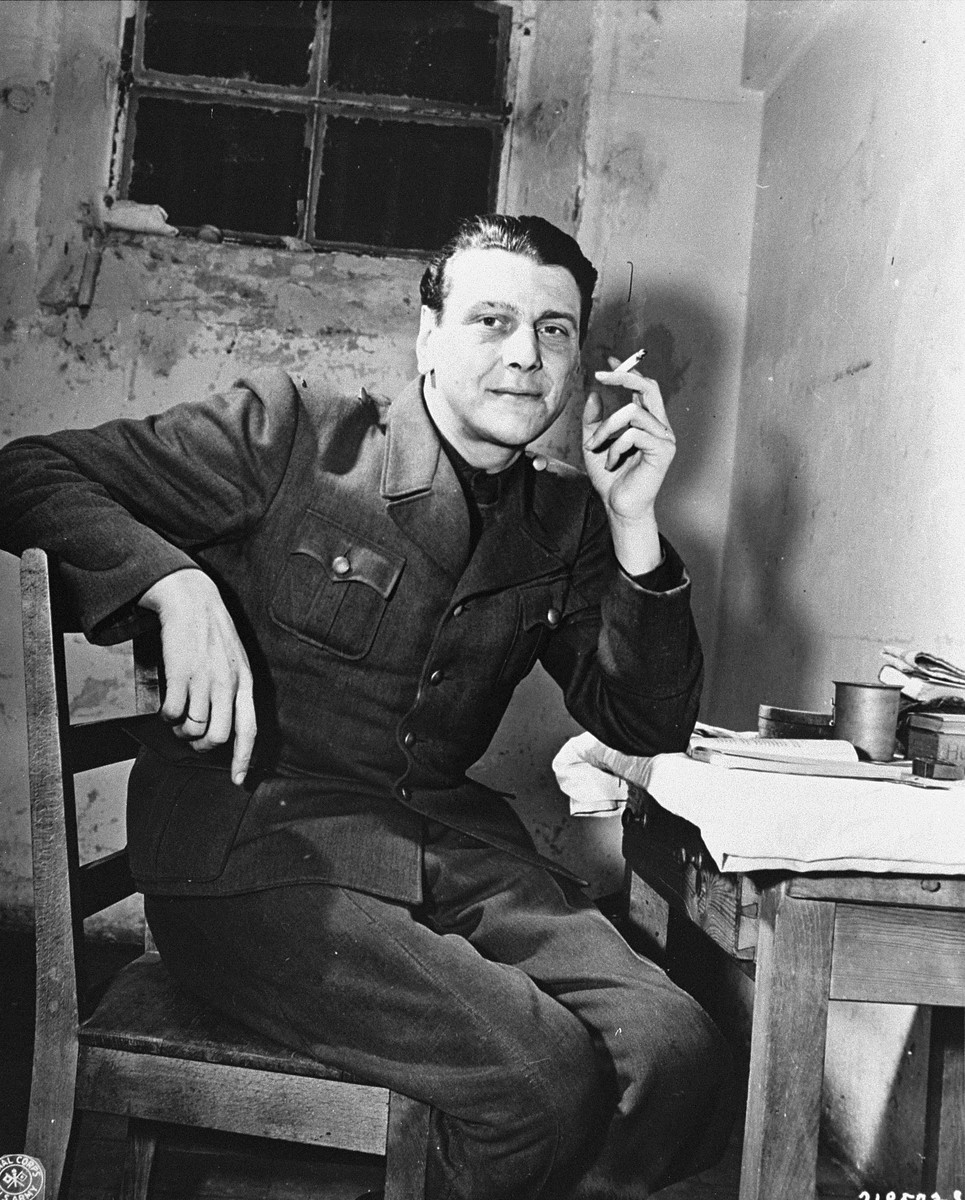
أوتو سكورزيني

أوتو سكورزيني (بالألمانية: Otto Skorzeny) (12 يونيو 1908 في فيينا - 6 يوليو 1975 في مدريد)، ضابط في المخابرات والعمليات الخاصة في جيش وحدات النخبة الامانية اس اس الألماني خلال الحرب العالمية الثانية. اشتهر بنجاحه تحرير بينيتو موسوليني في عملية كمندوز من معتقله في جبال الألب.
الجوائز: صليب حديدي، وسام الفارس الصليبي الحديدي، ميدالية الجبهة الشرقية الوفاة: 5 يوليو 1975 في مدريد، إسبانيا

## سنوات ما قبل الحرب
ولد اوتو سكورزيني في فيينا بالنمسا وأسرته من طبقة متوسطة لها تاريخ طويل من الخدمة العسكرية. بالإضافة إلى لغته الأم الألمانية، يتحدث الفرنسية والإنكليزية بطلاقة. في مرحلة المراهقة، اوتو مرة واحدة إلى والده وشكا من أن أسلوب حياة تقشف عائلته يعاني من بذكر انه لم تذوق الزبدة الحقيقي في حياته بسبب الاكتئاب الذي تعاني النمسا بعد هزيمتها في الحرب العالمية الأولى وكان والده نبويا أجاب: «لا ضرر من دون أن تفعل ذلك. بل ربما تكون جيدة بالنسبة لك وليس لاستخدامها لينة الحياة». مما ساعد على تنشئة المحرومين له تجعله يخشى الكوماندوز انه أصبح. كان المبارز كما لاحظ وهو طالب جامعي في فيينا. وهو في الثالثة عشرة شخصية القتال. العاشرة أدى جرح الدرامية التي تركت ندبة.
في عام 1931 سكورزيني انضم إلى الحزب الوطني الاشتراكي في النمسا، وسرعان ما أصبح عضوا س. يتمتع بشخصية كاريزمية، سكورزيني تؤدي دورا صغيرا في اتحادا يوم 12 مارس 1938، عندما أنقذ الرئيس النمساوي فيلهلم Miklas من إطلاق النار عليه من قبل الوطنيين الاشتراكيين في النمسا.

## سنوات الحرب
يعتبر أوتو سكورزيني واحد من أبرز قادة وحدات الكوماندوس الألمانية النازية في الحرب العالمية الثانية.

واحدة من أهم العمليات التي قام بها هو إنقاذ وحدته للديكتاتور الإيطالي الفاشي بينيتو موسوليني من سجنه.

المهمة الأُخرى الهامة هو إرساله لوحدات كوماندوس ألماني متنكّرين بزي الجنود الأمريكان إلى خلف خطوط قوات الحلفاء لإجراء عمليات تخريب في أثناء هجوم الآردين (آخر هجوم ألماني على الجبهة الغربية في الحرب العالميه الثانية).

الزعيم الألماني ادولف هتلر كان يفضل أوتو سكورزيني على الرغم من أنه كثير من زملائه كانوا يكرهونه رغم اعترافهم بأنه رجل شجاع.

في عام 1945 تسلّم أوتو سكورزيني أوامر من قيادته بتشكيل وحدات نازية تسمى المستذئبون والاستمرار بالحرب والقتال في جبال الألب جنوب ألمانيا والنمسا، لكنه أدرك بعد فترة قصيرة ان هذا التوجيه سخيف وقرر الاستسلام للأمريكان.

## سنوات ما بعد الحرب
أثناء احتجازه من قبل الأمريكان كان أوتو سكورزيني يعطيهم المعلومات بمكر ودهاء ليجعل لنفسه قيمة كبيرة لدى سجّانيه الأمريكان. لكن خطته لم تنجح وقرر الأمريكان الاستمرار باحتجازه وقد قام المحققون الأمريكان والبريطانيين باستجوابه مرارا وتكرارا، لكنه استمر باسلوبه الماكر، تم تبرأته في 9 سبتمبر 1947.

وعلى الرغم من برائته فقد بقي أوتو سكورزيني في السجن الأمريكي بصفته أحد رجال وحدات اس اس النازيه (الذراع العسكري للحزب النازي الألماني).

وقد خضع لعمليه تطهير من النازية وهي عملية لقياس مدى برائته من الفاشية القومية وتحضيره للاندماج بالمجتمع الألماني الديمقراطي الجديد.

كان الأمريكان يخشون أن يقوم السوفييت باختطافه واستخدامه لأغراض الدعاية خاصة أن أخيه الفريد كان مايزال يعيش في المنطقة السوفييتية.

كما خشي الأمريكان أن يهرب أوتو سكورزيني من أيديهم
أثناء احتفالات عيد الميلاد في ديسمبر 1947 سمحت سلطات الاحتلال لأوتو سكورزيني بأن يزور عائلته، وبالفعل ذهب ليزور عائلته وقد تبعه بشكل سري عملاء من الاستخبارات الأمريكية، لكنه لم يهرب وعاد طوعا إلى مركز احتجازه الأمريكي.

بعد 7 أشهر من هذه الحادثه قرر أوتو سكورزيني تغيير رأيه بالبقاء في مركز الاحتجاز، في 27 يوليو 1948 وصلت سيارة جيب عسكريه أمريكية إلى معسكر الاحتجاز، وكان يستقل العربة 3 من الشرطة العسكريه الأمريكية، وقد طلبوا أن يتم إصطحاب أوتو سكورزيني معهم حيث سيتم أصطحابه إلى نورمبرغ (وقدموا أوراقا تثبت ذلك) واصطحبوه بعربتهم خارج المعسكر واختفى أثره تماما لمدة سنة.

لم يكن أفراد الشرطة العسكريه الأمريكان إلا أعضاء سابقين من وحدات إس إس الألمانية النازية (ادّعى أوتو سكورزيني لاحقا أن الاستخبارات الأمريكية هي من قدمت البزات لرفاقه).

على ما يبدو توصل إلى تسوية مع الأمريكان، لم يتم القبض عليه على الرغم من إمكانية تمييزه بحكم الطول والشكل والندبة التي في وجهه، ويبدو أن خبرته الطويلة في وحدات الكوماندوس النازي جعلت الأمريكان حريصين على الاستفادة من خبراته في الحرب ضد السوفييت.

في عام 1951 , ظهر أوتو سكورزيني في مدريد (عاصمة اسبانيا), تحولت اسبانيا الفاشية في حقبة ما بعد الحرب العالميه الثانيه إلى ملجأ لآلاف النازيين
حيث كانت الحكومة والطبقة الحاكمة تود النازيين.

أثارت الحرب الكورية المخاوف من اندلاع حرب ضد السوفييت الذين احتفظوا بجيشهم الضخم في الأماكن التي احتلوها في أوروبا (اوروبا الشرقيه), في حين كانت اوروبا الغربيه تنفض عن نفسها غبار الحرب والدمار كانت عسكريا ضعيفة، وكان ما يحمي أوروبا الغربية من السوفييت هو امتلاك الأمريكان للقنبلة النووية فقط.

كان أوتو سكورزيني لايزال وطنيا متحمسا وقد وضع خطه لبناء جيش ألماني جديد لمقارعة الاحتلال السوفييتي لبلاده، وكانت خطته تقوم على استغلال اللاجئين الألمان في إسبانيا (الكثير منهم متطوّعين) وقد علمت المخابرات المركزيه الامريكيه بخطته لكنها لم تتدخل.

كانت المخابرات المركزية الأمريكية لا تعطي أوتو سكورزيني احتراما كبيرا على عكس السوفييت.

من الناحية الظاهرية عمل أوتو سكورزيني كصحفي وكان ينشر قصصه ورواياته في مطبوعات تتبع للتيار اليميني في إسبانيا.

كما التقى إمرأه جديده تدعى السا لوثي وطلّق زوجته السابقه إيمي.

كانت زوجته الجديدة من أصول ملكية ومن عائلة غنية، لكن معظم ممتلكات هذه العائلة في المنطقة السوفييتية من ألمانيا، كانت السا (الزوجة الجديدة) مصدر إلهام له ومثلت القوة الذهنية له.

ولكن كان الزوجين بحاجة إلى مال، وعلى عكس الإشاعات التي أُطلقت آنذاك لم يمتلك أوتو سكورزيني أي ذهب نازي.

بوجود الكثير من النازيين السابقين في إسبانيا حاول أوتو سكورزيني أن يجد وظيفه بينهم، فقد حاول العمل مع مصمم الطائرات ويلي مسرشميت وملك الفولاذ أوتو وولف لكن النتيجة كانت ضئيلة.

كان أوتو سكورزيني لايزال يتكلم عن خطته لبناء جيش ألماني جديد لكل شخص مستعد للاستماع، وعلى الرغم من خبرته السابقه في العمليات الخاصة إلا أنه لم يكن قادرا على إغلاق فمه، كان يقول إنه يخطط لتشكيل جيش قوامه 200 ألف للدفاع عن المانيا من السوفييت وادعى أن الأمريكان يساندونه في هذا المسعى.
كانت المخابرات المركزية الأمريكية تعرف خططه ولم تتدخل لكنها كانت تخشى إعاده إحياء الرايخ الثالث فلم تدعمه.
كما قال أوتو سكورزيني أنه يمتلك دليل على وجود خلية شيوعية تجسسية في حكومة ألمانيا الغربية وأنه قام بتسليم هذه المعلومات لعدد من المخابرات الغربية، التحقيقات كشفت وجود أعضاء صغار في حكومه ألمانيا الغربية يعملون مع أعضاء سابقين في وحدات ال إس إس النازية وليس السوفييت.
طيلة عقد الخمسينيات من القرن العشرين استمر أوتو سكورزيني منخرطا في المنظمات اليمينية في إسبانيا وعمل مع متطوعين في وحدات إس إس النازية لكن سمعته كرأس هام في المجتمع النازي السري كان مبالغا بها.
اتخذ لنفسه وظيفة كمدير استيراد وتصدير في إسبانيا وهذا مكّنه من السفر إلى دول عده حول العالم، من ضمن الدول التي زارها كانت مصر والأرجنتين.
علاقته مع الزعيمة السياسية الأرجنتينية اإيفا بيرون كانت إشاعة فهي توفيت قبل وصوله إلى الأرجنتين بعامين.
في مصر: حاول بشكل سري بيع أسلحة لمصر وأن يصبح مستشارا عسكريا للزعيم المصري جمال عبد الناصر ولكن أيضا كانت النتائج ضئيلة، وجوده في القاهرة أثار قلق الاستخبارات البريطانيه التي شكّت أن يكون أوتو سكورزيني يقوم بتدريب قوات المظليين المصرية من أجل الاستيلاء على قناة السويس.
كان نجاحه الوحيد هو بيعه كميات من الكونكريت والفولاذ تقدر قيمته ب 260 ألف دولار (ما يعادل مليوني دولار حاليا).
بحلول عقد الستينيات استمر أوتو سكورزيني بتجارة الأسلحة وازدادت ثروته، وقد تم تداول اسمه في أي مغامرة كانت تجري، من ضمنها عملية اختطاف اسرائيل لأدولف ايخمان.
وهنالك معلومات أن أوتو سكورزيني التقى بنفسه عملاء إسرائيليين في الستينيات، لكن لا توجد تفاصيل أخرى.
بعد كل هذه السنوات لم يبدو أوتو سكورزيني نادما، عاش فتره في ايرلندا، وأثناء عشاء مع ضابط بريطاني سابق والذي سأل أوتو سكورزيني: لماذا لم يقم النازيين بعقد صداقه مع شعوب البلدان التي احتلوها؟ هذا الأمر سيجعل الاحتلال أسهل؟.
كانت إجابه أوتو سكورزيني: مستحيل أن تعقد صداقة معهم، إنهم أدنى من مرتبة البشر.
وإلى حد آخر يوم في حياته ظل أوتو سكورزيني نازيا حتى وفاته يوم 5 يوليو 1975 .

## إدعاء الموساد بتجنيده
نشرت مجلة الأمن والاستخبارات الإسرائيلية ماتارا مقالاً في عام 1989 زعمت فيه أن الموساد جند سكورزيني في عام 1963 للحصول على معلومات عن علماء ألمان كانوا يعملون في مشروع مصري لتطوير صواريخ لاستخدامها ضد إسرائيل.  نقلت صحيفة "يديعوت أحرونوت" اليومية الإسرائيلية عن قصة ماتارا وأضافت أنها أكد القصة من مصدرها في الموساد. كما أكد رئيس الموساد السابق، إيسر هاريل، قصة تجنيد النازيين السابقين لتقديم معلومات استخبارية عن الدول العربية.
أكدت مصادر أخرى أنه تم تجنيد سكورزيني بعد أن زار الموساد منزله في إسبانيا، حيث توقع أن يتم اغتياله. بعد تلقي تعليمات وتدريب في منشآت الموساد في إسرائيل، ساعد الموساد على اغتيال عالم الصواريخ الألماني هاينز كروغ الذي كان يعمل لحساب الحكومة المصرية ونشر رسالة مفخخة أسفرت عن مقتل خمسة مصريين في موقع مصنع الصواريخ العسكري المصري 333، كما زُعم أنه قدم أسماء وعناوين علماء ألمان يعملون في مصر وأسماء شركات واجهة أوروبية تزود مصر بالمعدات العسكرية.

## روابط خارجية
- أوتو سكورزيني على موقع IMDb (الإنجليزية)
- أوتو سكورزيني على موقع الموسوعة البريطانية (الإنجليزية)
- أوتو سكورزيني على موقع مونزينجر (الألمانية)
- أوتو سكورزيني على موقع إن إن دي بي (الإنجليزية)